# Memoriał Huberta Jerzego Wagnera 2023
Memoriał Huberta Jerzego Wagnera 2023 – 20. edycja turnieju siatkarskiego, która odbyła się w dniach 18–20 sierpnia 2023 roku.

## Uczestnicy
- Polska
- Francja
- Słowenia
- Włochy

## Tabela
| Lp. | Drużyna  | Pkt | Mecze | Mecze   | Mecze   | Sety | Sety | Sety  | Małe punkty | Małe punkty | Małe punkty |
| Lp. | Drużyna  | Pkt | M     | W (3:2) | P (2:3) | wyg. | prz. | ratio | zdob.       | str.        | ratio       |
| --- | -------- | --- | ----- | ------- | ------- | ---- | ---- | ----- | ----------- | ----------- | ----------- |
| 1   | Włochy   | 7   | 3     | 2 (0)   | 1 (1)   | 8    | 4    | 2.000 | 287         | 267         | 1.075       |
| 2   | Słowenia | 5   | 3     | 2 (1)   | 1 (0)   | 7    | 5    | 1.400 | 277         | 267         | 1.037       |
| 3   | Polska   | 3   | 3     | 1 (0)   | 2 (0)   | 4    | 7    | 0.571 | 245         | 257         | 0.953       |
| 4   | Francja  | 3   | 3     | 1 (0)   | 2 (0)   | 4    | 7    | 0.571 | 245         | 267         | 0.918       |

Źródło: siatka.org
Punktacja: 3:0 i 3:1 – 3 pkt; 3:2 – 2 pkt; 2:3 – 1 pkt; 1:3 i 0:3 – 0 pkt
Zasady ustalania kolejności: 1. liczba punktów; 2. liczba zwycięstw; 3. stosunek setów; 4. stosunek małych punktów; 5. bilans w bezpośrednich meczach

## Wyniki
| Data  | Godz. | Drużyna 1 | Wynik | Drużyna 2 | 1     | 2     | 3     | 4     | 5     | Widzów | * |
| ----- | ----- | --------- | ----- | --------- | ----- | ----- | ----- | ----- | ----- | ------ | - |
| 18.08 | 17:30 | Polska    | 0:3   | Słowenia  | 21:25 | 18:25 | 21:25 |       |       | 15000  |   |
| 18.08 | 20:00 | Włochy    | 3:0   | Francja   | 29:27 | 25:21 | 25:20 |       |       |        |   |
| 19.08 | 14:00 | Słowenia  | 3:2   | Włochy    | 20:25 | 25:19 | 25:23 | 21:25 | 25:23 |        |   |
| 19.08 | 17:30 | Polska    | 3:1   | Francja   | 27:29 | 25:16 | 25:21 | 25:20 |       | 13900  |   |
| 20.08 | 14:00 | Francja   | 3:1   | Słowenia  | 16:25 | 25:19 | 25:22 | 25:20 |       |        |   |
| 20.08 | 17:00 | Polska    | 1:3   | Włochy    | 18:25 | 23:25 | 25:21 | 17:25 |       |        |   |

## Nagrody indywidualne
Zestawienie:
| Najlepszy zawodnik (MVP) | Najlepszy atakujący | Najlepszy rozgrywający | Najlepszy przyjmujący  | Najlepszy środkowy | Najlepszy libero |
| ------------------------ | ------------------- | ---------------------- | ---------------------- | ------------------ | ---------------- |
| Simone Giannelli         | Rok Možič           | Simone Giannelli       | Alessandro Michieletto | Jan Kozamernik     | Paweł Zatorski   |